# Bo Eason
Bo Eason (10 de marzo de 1961) es un exjugador profesional de fútbol americano que jugó durante cuatro temporadas para los Houston Oilers. En la actualidad es actor y dramaturgo. Su hermano es el ex quarterback de la NFL Tony Eason.

## Filmografía
| Año  | Película    | Papel                | Notas |
| ---- | ----------- | -------------------- | ----- |
| 2000 | Falcon Down | Guardia de seguridad |       |